# 张力 (足球运动员)
张力（1989年8月6日—），河南洛阳人，中国足球运动员，司职中场，现效力于长春亚泰。张力出自河南建业青训体系，曾夺得U17、U19足协杯，2007年入选中国国青队。2009年，张力进入河南建业一线队。由于打不上比赛，他曾转战室内五人制足球比赛，入选过五人制足球国家队。2011年，他首次代表河南建业一线队亮相。2012年，主教练扬·维斯雷恩将他用作主力后腰。同年5月，张力入选中国国家足球队集训，但未获得上场机会。之后的赛季，他失去了主力位置。2015年河南建业将张力租借到中甲联赛武汉卓尔一年。2016年期满回归之后，河南建业没有在中超联赛为张力报名，张力成为预备队球员。2017年，张力转会加盟长春亚泰。

## 职业生涯

### 早年
张力生于河南省洛阳市。在洛阳耐火材料厂子弟小学（现西苑路实验小学）读四年级时，张力就被体育老师选进了校足球队。洛阳耐火材料厂子弟小学拥有足球传统，是河南省体育传统项目学校。据报道，进入校队一个月后，张力就被任命为队长。2002年，张力小学毕业，父母担心他沉迷足球影响学业，把他送到了一所离家较远的中学。然而，放学之后张力还是常常和耐火材料厂子弟小学的队友们一起踢球。初一结束后，张力转学到洛阳耐火材料厂子弟中学继续足球训练。2004年7月，河南建业U17梯队教练郝琦带领洛阳籍球员与洛阳耐火厂子弟中学足球队进行友谊赛。张力被郝琦相中，随后加入河南建业。

### 河南建业
进入建业那年的冬训结束之后，张力就成了河南建业U15梯队的队长。在河南建业梯队期间，张力和队友们先后夺得了U17足协杯和U19足协杯。张力在2007年获得了中国国青队的征召。那一支曾经夺得全国冠军的河南建业梯队，后来只有张力一人成功在河南建业一线队立足。
2009年，张力被调入河南建业一线队。由于难以获得一线队比赛机会，一段时间里张力转战室内五人制足球比赛，参加中国足球协会五人制足球甲级联赛，还在2008年、2009年入选了中国国家室内足球队。有媒体声称，因为踢不上比赛，张力甚至只得靠推销健身卡谋生。
2011年，时任河南建业主帅金鹤范给了张力为一线队出场的机会。5月11日与重庆力帆的足协杯上，金鹤范派张力替补上场，这是张力第一次代表河南建业一线队踢正式比赛。比赛中，张力完成了一次助攻，将比赛拖进点球大战，还创造了一个任意球。点球大战中，他第三个出场，将球罚进，球队成功晋级下一轮。5月21日与大连实德的中超联赛，金鹤范给了张力首发出场的机会。这是他第一次出战中超联赛。这一场比赛，司职右前卫的张力表现一般。
2012年，张力获得新任主帅扬·维斯雷恩的赏识，成为球队的主力后腰。一个赛季中，他联赛出场20次，打进2球。5月底，时任中国国家足球队主教练卡马乔将他召入国家队集训，备战与西班牙、越南的比赛。不过他没有得到出场机会。2012年底，河南建业降入中甲。2013年中甲联赛，由于伤病，张力休息了大半个赛季，赛季末才回归球场。2014年中超联赛中，他仍然没有获得多少机会。2015赛季，球队将他租借给了中甲的武汉卓尔，张力代表武汉队出场20次，不过没有进球，也没有完成助攻。2016年初，张力租借期满，返回河南建业。河南建业没有将他放入中超联赛的报名单，他只能参加预备队联赛。

### 长春亚泰
2016年11月底，中超赛季已经结束，媒体透露张力即将加盟北京国安足球俱乐部，张力在赛季结束前就已在北京国安试训。据报道，北京国安打算让张力充当后腰位置上的替补人选。结果，张力自河南建业转会至北京国安，不等赛季开始又被北京国安卖给了长春亚泰。

## 争议事件
2018年8月4日，在中超联赛第16轮上海绿地申花对阵长春亚泰的比赛中，申花的与亚泰的张力的一次拼抢过后发生冲突，张力疑似对登巴巴喊"You Black"，登巴巴一度情绪非常激动，需要队友和教练劝阻。登巴巴赛后表示对方的行为是对他祖先的不敬和对他信仰的亵渎。此后两人都被黄牌警告。该事件传出后，引发争议，大多数人认为该冲突涉嫌种族歧视。但在8月5日，长春亚泰表示此行为不存在种族歧视，不予处罚。中国足协新闻办在8月6日发表声明，宣布就事件进行调查。8月10日，中国足协决定对张力作出处罚，被罚停赛6场，罚款4.2万元人民币。然而张力被罚理由与“涉嫌种族歧视”无关，而是“干扰比赛正常秩序，引起场面混乱，造成恶劣社会影响”。